# Dragon Ball
Dragon Ball (яп. ドラゴンボール, Дораґон бору, укр. Перли́на драко́на) — японська медіафраншиза, створена Акірою Торіямою. Манґа по главах виходила в японському журналі Shonen Jump з 1984 по 1995 роки, і була видана компанією Shueisha в 42-х томах. В Україні поки не ліцензована. Крім декількох аніме-серіалів, по манзі було знято двадцять один анімаційний фільм, зроблено велику кількість відеоігор і колекційну карткову гру. У 2002 році компанія 20th Century Fox почала виробництво повнометражного фільму «Dragonball Evolution», вихід якого відбувся у квітні 2009 року. Існує також китайський фільм 1989 року «Dragon Ball: The Magic Begins».
«Dragon Ball» вважається одним з найпопулярніших і відомих творів в Японії і США. До 2007 року було продано понад 150 млн копій манґи, а її сюжет справив великий вплив на авторів таких творів, як «Наруто» і One Piece. DVD з аніме-серіалами кілька разів потрапляли в число лідерів продажів в Японії. За даними на квітень 2010 року, ця манґа опинилася на другому місці в списку найуспішніших видань компанії Shueisha за всю історію (після «One Piece»).

## Сюжет
Сюжет Акіри Торіяма заснований на одному з чотирьох класичних китайських романів «Подорож на Захід». Головний герой твору, хлопчик на ім'я Сон Гоку (в «Подорожі на Захід» — Сунь Укун), вчиться бойовим мистецтвам і вивчає світ у пошуках семи містичних предметів, які відомі як «Перлини дракона». За легендою, вони виконують будь-яке бажання, якщо зібрати їх разом. Спочатку він зустрів міську дівчинку-підлітка, Бульму, яка шукала перли дракона, щоб знайти собі хлопця. До них у дорогу долучилися людина-свиня Улонг, що вміє перетворюватися на будь-які речі, і пустельний бандит Ямча, який страждає на гінофобію. Також у дорозі Гоку зустрів свого майбутнього вчителя Мутена Роші, майстра бойових мистецтв, який полюбляє читати порно-журнали, Демона Князя-Бика (Гюмао) та його доньку Чі-Чі, з якою Гоку по дурості хотів одружитися, думаючи, що весілля — це прийом їжі. У першому томі манги лиходієм був дурний імператор Пілаф, який хотів правити світом.

## Адаптації

### Аніме-серіали
- Dragon Ball (1986—1989)
- Dragon Ball Z (1989—1996)
- Dragon Ball GT (1996—1997)
- Dragon Ball Kai (2009—2011; 2014—2015)
- Dragon Ball Super (2015—2018)
- Super Dragon Ball Heroes (2018—2024)
- Dragon Ball Daima (2024—2025)

### Фільми
- Dragon Ball: Curse of the Blood Rubies (1986)
- Dragon Ball: Sleeping Princess in Devil's Castle (1987)
- Dragon Ball: Mystical Adventure (1988)
- Dragon Ball Z: Dead Zone (1989)
- Dragon Ball Z: The World's Strongest (1990)
- Dragon Ball Z: The Tree of Might (1990)
- Dragon Ball Z: Lord Slug (1991)
- Dragon Ball Z: Cooler's Revenge (1991)
- Dragon Ball Z: The Return of Cooler (1992)
- Dragon Ball Z: Super Android 13! (1992)
- Dragon Ball Z: Broly — The Legendary Super Saiyan (1993)
- Dragon Ball Z: Bojack Unbound (1993)
- Dragon Ball Z: Broly — Second Coming (1994)
- Dragon Ball Z: Bio-Broly (1994)
- Dragon Ball Z: Fusion Reborn (1995)
- Dragon Ball Z: Wrath of the Dragon (1995)
- Dragon Ball: The Path to Power (1996)
- Dragon Ball Z: Battle of Gods (2013)
- Dragon Ball Z: Resurrection 'F' (2015)
- Dragon Ball Super: Broly (2018)
- Dragon Ball Super: Super Hero (2022)

### Відеоігри
- Dragon Ball: Dragon Daihikyō (1986) — Super Cassette Vision
- Dragon Ball: Shenlong no Nazo (1986) — NES
- Dragon Ball: Daimaō Fukkatsu (1988) — NES
- Dragon Ball 3: Goku Den (1989) — NES
- Dragon Ball Z: Kyōshū! Saiyajin (1990) — NES
- Dragon Ball Z II: Gekishin Freeza (1991) — NES
- Dragon Ball Z: Super Saiya Densetsu (1992) — SNES
- Dragon Ball Z III: Ressen Jinzōningen (1992) — NES
- Dragon Ball Z: Gekitō Tenkaichi Budokai (1992) — NES
- Dragon Ball Z: Super Butōden — (1993) SNES, (2018) Nintendo Switch
- Dragon Ball Z Gaiden: Saiyajin Zetsumetsu Keikaku (1993) — NES
- Dragon Ball Z: Super Butōden 2 — (1993) SNES, (2015) Nintendo 3DS
- Dragon Ball Z: Buyū Retsuden (1994) — Sega Mega Drive
- Dragon Ball Z: Shin Saiyajin Zenmetsu Keikaku — Chikyū-Hen (1993) — Playdia
- Dragon Ball Z: Super Butōden 3 (1994) — SNES
- Dragon Ball Z: Idainaru Son Goku Densetsu (1994) — PC Engine
- Dragon Ball Z Gaiden: Saiyajin Zetsumetsu Keikaku~Uchū-Hen (1994) — Playdia
- Dragon Ball Z: Super Goku Den — Totsugeki-Hen (1995) — SNES
- Dragon Ball Z: Ultimate Battle 22 (1995) — PlayStation
- Dragon Ball Z: Super Goku Den — Kakusei-Hen (1995) — SNES
- Dragon Ball Z: Shin Butōden (1995) — Sega Saturn
- Dragon Ball Z: Hyper Dimension (1996) –SNES
- Dragon Ball Z: Idainaru Dragon Ball Densetsu (1996) — PlayStation, Sega Saturn
- Dragon Ball GT: Final Bout (1997) — PlayStation
- Dragon Ball Z: Budokai — (2002) PlayStation 2, (2003) GameCube, (2012) PlayStation 3, Xbox 360
- Dragon Ball Z: Budokai 2 — (2003) PlayStation 2, (2004) GameCube
- Dragon Ball Z: Budokai 3 — (2004) PlayStation 2, (2012) PlayStation 3, Xbox 360
- Dragon Ball Z: Sagas (2005) — GameCube, PlayStation 2, Xbox
- Dragon Ball Z: Budokai Tenkaichi (2005) — PlayStation 2
- Super Dragon Ball Z (2006) — PlayStation 2
- Dragon Ball Z: Budokai Tenkaichi 2 (2006) — PlayStation 2, Wii
- Dragon Ball Z: Budokai Tenkaichi 3 (2007) — PlayStation 2, Wii
- Dragon Ball Z: Burst Limit (2008) — PlayStation 3, Xbox 360
- Dragon Ball Z: Infinite World (2008) — PlayStation 2
- Dragon Ball: Revenge of King Piccolo (2009) — Wii
- Dragon Ball: Raging Blast (2009) — PlayStation 3, Xbox 360
- Dragon Ball: Raging Blast 2 (2010) — PlayStation 3, Xbox 360
- Dragon Ball Online (2010) — Windows
- Dragon Ball Z: Ultimate Tenkaichi (2011) — PlayStation 3, Xbox 360
- Dragon Ball Z: For Kinect (2012) — Xbox 360
- Dragon Ball Z: Budokai HD Collection (2012) — PlayStation 3, Xbox 360
- Dragon Ball Z: Battle of Z (2014) — PlayStation 3, Xbox 360, PlayStation Vita
- Dragon Ball Xenoverse (2015) — PlayStation 3, PlayStation 4, Xbox 360, Xbox One, Windows
- Dragon Ball Z: Dokkan Battle (2015) — Android
- Dragon Ball Legends (2018) — Android
- Dragon Ball Xenoverse 2 — (2016) PlayStation 4, Xbox One, Windows, (2017) Nintendo Switch
- Dragon Ball FighterZ (2018) — PlayStation 4, Xbox One, Nintendo Switch, Windows
- Super Dragon Ball Heroes: World Mission (2012) — Nintendo Switch, Windows
- Dragon Ball Z: Kakarot — (2020) Windows, PlayStation 4, Xbox One, (2021) Nintendo Switch, (2023) PlayStation 5, Xbox Series X/S
- Dragon Ball: The Breakers (2022) — Windows, Nintendo Switch, PlayStation 4, Xbox One